# Журатин
Жура́тин — село в Україні, в Буській міській громаді Золочівського району Львівської області. Орган місцевого самоврядування — Буська міська рада. Колишній орган місцевого самоврядування — Кізлівська сільська рада, якій підпорядковувалися села Кізлів, Думниця та Журатин. Від 2021 року ці села підпорядковані Буській міській раді. Населення становить 303 особи.

## Географія
Відстань до обласного центру становить 54 км, до районного центру — 35 км, до центру громади становить 6 км, що проходять автошляхами обласного та місцевого значення. Відстань до найближчої залізничної станції Красне — 8 км. 

## Населення
Станом на 1 січня 1939 року у селі мешкало 590 осіб, з них: 340 українців, 5 поляків та 245 латинників. За даними всеукраїнського перепису населення 2001 року у селі мешкало 303 особи.
Мова
Розподіл населення за рідною мовою за даними перепису 2001 року був наступним:
| українська | 303 | 100,00 |

## Відомі люди
- Ольга Бура — учасниця Євромайдану. Одна із Небесної сотні. Герой України. 10 березня 2014 року померла від важких травм, отриманих під час зачистки «Беркутом» Євромайдану в м. Києві. Мешкала у селі Журатин.